# Jacqueline Wiles
Jacqueline Wiles (ur. 13 lipca 1992 w Portland) – amerykańska narciarka alpejska.

## Kariera
Po raz pierwszy na arenie międzynarodowej Jacqueline Wiles zaprezentowała się 12 stycznia 2008 roku podczas zawodów FIS Race w Schweitzer Mountain Resort. Zajęła wtedy 11. miejsce w gigancie. W 2012 roku wystartowała na mistrzostwach świata juniorów w Roccaraso, gdzie jej najlepszym wynikiem było 32. miejsce w supergigancie. Rok później, podczas mistrzostw świata juniorów w Quebecu była między innymi ósma w kombinacji i dziewiąta w zjeździe.
W Pucharze Świata zadebiutowała 29 listopada 2013 roku w Beaver Creek, zajmując 43. miejsce w zjeździe. Pierwsze pucharowe punkty zdobyła dwa miesiące później, 24 stycznia 2014 roku w Cortina d’Ampezzo, zajmując 15. pozycję w tej samej konkurencji. Na podium zawodów tego cyklu po raz pierwszy znalazła się 15 stycznia 2017 roku w Altenmarkt, gdzie była trzecia w zjeździe. W zawodach tych wyprzedziły ją jedynie Austriaczka Christine Scheyer i Tina Weirather z Liechtensteinu.
W 2014 roku wzięła udział w igrzyskach olimpijskich w Soczi, gdzie zajęła 26. miejsce w zjeździe. Podczas rozgrywanych rok później mistrzostw świata w Vail/Beaver Creek była siedemnasta w superkombinacji. W 2017 roku wystąpiła na mistrzostwach świata w Sankt Moritz, zajmując między innymi dwunaste miejsce w zjeździe.

## Osiągnięcia

### Igrzyska olimpijskie
| Miejsce | Dzień     | Rok  | Miejscowość | Konkurencja | Czas biegu | Strata | Zwyciężczyni              |
| ------- | --------- | ---- | ----------- | ----------- | ---------- | ------ | ------------------------- |
| 26.     | 12 lutego | 2014 | Soczi       | Zjazd       | 1:41,57    | +2,78  | Tina Maze Dominique Gisin |
| 21.     | 15 lutego | 2022 | Pekin       | Zjazd       | 1:31,87    | +2,73  | Corinne Suter             |

### Mistrzostwa świata
| Miejsce | Dzień     | Rok  | Miejscowość       | Konkurencja     | Czas biegu | Strata | Zwyciężczyni       |
| ------- | --------- | ---- | ----------------- | --------------- | ---------- | ------ | ------------------ |
| 17.     | 9 lutego  | 2015 | Vail/Beaver Creek | Superkombinacja | 2:33,37    | +5,71  | Tina Maze          |
| DNF     | 7 lutego  | 2017 | Sankt Moritz      | Supergigant     | 1:32,34    | -      | Nicole Schmidhofer |
| 12.     | 12 lutego | 2017 | Sankt Moritz      | Zjazd           | 1:32,85    | +1,51  | Ilka Štuhec        |
| 32.     | 11 lutego | 2021 | Cortina d’Ampezzo | Supergigant     | 1:25,51    | +3,96  | Lara Gut-Behrami   |
| 24.     | 13 lutego | 2021 | Cortina d’Ampezzo | Zjazd           | 1:34,27    | +2,74  | Corinne Suter      |

### Mistrzostwa świata juniorów
| Miejsce | Dzień     | Rok  | Miejscowość | Konkurencja | Czas biegu | Strata | Zwyciężczyni         |
| ------- | --------- | ---- | ----------- | ----------- | ---------- | ------ | -------------------- |
| DNF1    | 1 marca   | 2012 | Roccaraso   | Slalom      | 1:42,69    | -      | Stephanie Brunner    |
| DSQ1    | 3 marca   | 2012 | Roccaraso   | Gigant      | 2:45,02    | -      | Ragnhild Mowinckel   |
| 32.     | 5 marca   | 2012 | Roccaraso   | Supergigant | 1:06,99    | +2,04  | Annie Winquist       |
| 24.     | 21 lutego | 2013 | Québec      | Slalom      | 1:52,10    | +9,38  | Magdalena Fjällström |
| 41.     | 22 lutego | 2013 | Québec      | Gigant      | 2:22,23    | +6,43  | Lisa-Maria Zeller    |
| 13.     | 24 lutego | 2013 | Québec      | Supergigant | 1:00,89    | +1,70  | Stephanie Venier     |
| 9.      | 26 lutego | 2013 | Québec      | Zjazd       | 1:11,18    | +0,56  | Jennifer Piot        |
| 8.      | 26 lutego | 2013 | Québec      | Kombinacja  | ?          | ?      | Ragnhild Mowinckel   |

### Puchar Świata

#### Miejsca w klasyfikacji generalnej
- sezon 2013/2014: 96.
- sezon 2014/2015: 97.
- sezon 2015/2016: 78.
- sezon 2016/2017: 45.
- sezon 2017/2018: 46.
- sezon 2019/2020: 116.
- sezon 2020/2021: 95.
- sezon 2021/2022: 82.
- sezon 2023/2024:

#### Miejsca na podium w zawodach
1. Altenmarkt – 15 stycznia 2017 (zjazd) – 3. miejsce
2. Cortina d’Ampezzo – 20 stycznia 2018 (zjazd) – 3. miejsce
3. Cortina d’Ampezzo – 27 stycznia 2024 (zjazd) – 2. miejsce